# Festival de la Bande Dessinée de Perros-Guirec
Pour les articles homonymes, voir Festival de la bande dessinée.
 (octobre 2018).
 (octobre 2018).
Fondé en 1994, le Festival de la Bande Dessinée de Perros-Guirec (surnommé « BD Perros ») a lieu tous les ans en avril.

## Historique
Le festival est créé par quelques bénévoles, dont Erwan Henry, alors directeur du service culturel local, ainsi que le dessinateur de presse André Morvan et trois auteurs de BD : Jean-Charles Kraehn, Régis Loisel et Laurent Vicomte, devenu depuis les parrains du festival. Une quarantaine d'auteurs, dessinateurs et scénaristes y viennent chaque année.
Selon Ouest-France, la première édition a rassemblé environ mille cinq cents visiteurs. En avril 2004, la manifestation a attiré 6 000 amateurs. En 2016, la fréquentation compte « cinq à six mille bédéphiles réguliers ».
Le festival BD Perros accueille entre 35 et 40 invités venant de France, de Suisse, d'Espagne, de Belgique, et attire chaque année plus de 5 000 visiteurs.
De 2013 à 2019, le festival a décerné chaque année, en partenariat avec le journal Le Télégramme, le prix de la BD Maritime.
Puis depuis 2020, le festival décerne chaque année son prix de la BD Nature.

## Éditions du festival et invités d'honneur
Chaque année, un invité d'honneur réalise l'affiche du festival. Une exposition scénographiée et un forum lui sont consacrés.
- 1re Édition, 16 - 17 juin 1994
- 2e Édition, 13 - 14 mai 1995 : Jean-Claude Mézières
- 3e Édition, 04 - 05 mai 1996 : Jean Giraud
- 4e Édition, 19 - 20 avril 1997 : Pierre Joubert
- 5e Édition, 18 - 19 avril 1998 : Jacques Martin[7]
- 6e Édition, 17 - 18 avril 1999 : Jean-Louis Pesch
- 7e Édition, 15 - 16 avril 2000 : Fred
- 8e Édition, 21 - 22 avril 2001 : Jean-Claude Fournier
- 9e Édition, 13 - 14 avril 2002 : Raoul Cauvin
- 10e Édition, 12 - 13 avril 2003 : William Vance
- 11e Édition, 11 - 18 avril 2004 : André Juillard
- 12e Édition, 21 - 22 avril 2005 : Hermann
- 13e Édition, 22 - 23 avril 2006 : Jean Roba
- 14e Édition, 14 - 15 avril 2007 : Lambil
- 15e Édition, 19 - 20 avril 2008 : Régis Loisel
- 16e Édition, 18 - 19 avril 2009 : François Walthéry
- 17e Édition, 17 - 18 avril 2010 : Jean-Charles Kraehn
- 18e Édition, 16 - 17 avril 2011 : Jean-Pierre Gibrat
- 19e Édition, 14 - 15 avril 2012 : Baru
- 20e Édition, 13 - 14 avril 2013 : François Bourgeon[8]
- 21e Édition, 12 - 13 avril 2014 : André Chéret[9]
- 22e Édition, 18 - 19 avril 2015 : Philippe Druillet[10]
- 23e Édition, 16 - 17 avril 2016 : Nikita Mandryka[11]
- 24e Édition, 08 - 09 avril 2017 : Florence Cestac[12]
- 25e Édition  14 - 15 avril 2018 : Franck Margerin[13]
- 26e Édition, 13 - 14 avril 2019 : Dany
- 27e Édition, 18 - 19 avril 2020 (Annulée) : Jean Solé
- 28e Édition, 16 - 17 avril 2022 : Jean Solé et Julien Solé
- 29e Édition, 22 - 23 avril 2023 : Béatrice Tillier[14]
- 30e Édition, 20 - 21 avril 2024 : Emmanuel Lepage

### Concours Jeunes Talents
Créé en partenariat avec Ouest-France, ce prix a révélé de futurs talents de la BD
- 1994 : Eric Bordier / Christian Paty et Rudolph Blanchard / Gwen Le Rest
- 1995 : Eric Le Brun / Christian Paty / Sébastien Tanguy
- 1996 : Olivier Martin / Adrien Floch / Emeric Guemas
- 1997 : Ludwig Alizon / Béatrice Dos Santos Carvalho / Pierre Laporterie
- 1998 : Nicolas Ryser / Fanch Juteau / Christian Courivaud
- 1999 : Simon Hureau
- 2000 : Stéphane Blouquin

### Liste des Prix de la BD Maritime
Créé en partenariat avec le journal Le Télégramme, ce prix récompense un auteur, un ouvrage ou une série ayant pour toile de fond le milieu maritime. Une exposition est ensuite mise en place en amont du festival à la maison du littoral de Ploumanac'h.
- 2013 : La Mémoire de l'eau de Mathieu Reynès et Valérie Vernay[17] ;
- 2014 : Les Chasseurs d'écume, tome 3, de François Debois et Serge Fino[17] ;
- 2015 : La Lune est blanche de François Lepage et Emmanuel Lepage[17] ;
- 2016 : L'Épervier de Patrice Pellerin[18] ;
- 2017 : Nuit noire sur Brest de Damien Cuvillier, Bertrand Galic et Kris[19] ;
- 2018 : Tramp de Patrick Jusseaume et Jean-Charles Kraehn[20] ;
- 2019 : Le signal de l'océan de Pierre-Roland Saint-Dizier, Joub et Nicoby.

### Liste des Prix BD Nature
Ce prix récompense un auteur, un ouvrage ou une série ayant pour toile de fond la Nature. Une exposition est ensuite mise en place en amont du festival à la maison du littoral de Ploumanac'h
- 2020 : Texaco de Sophie Tardy-Joubert, Pablo Fajardo et Damien Roudeau ;
- 2021 : Ama - Le souffle des femmes de Franck Manguin et Cécile Becq ;
- 2022 : Les Grands Cerfs de Gaétan Nocq[21] ;
- 2023 : Semences sous influences de Renaud De Heyn ;
- 2024 : Par la force des arbres de Dominique Mermoux et Edouard Cortès.